# Donald Crowhurst

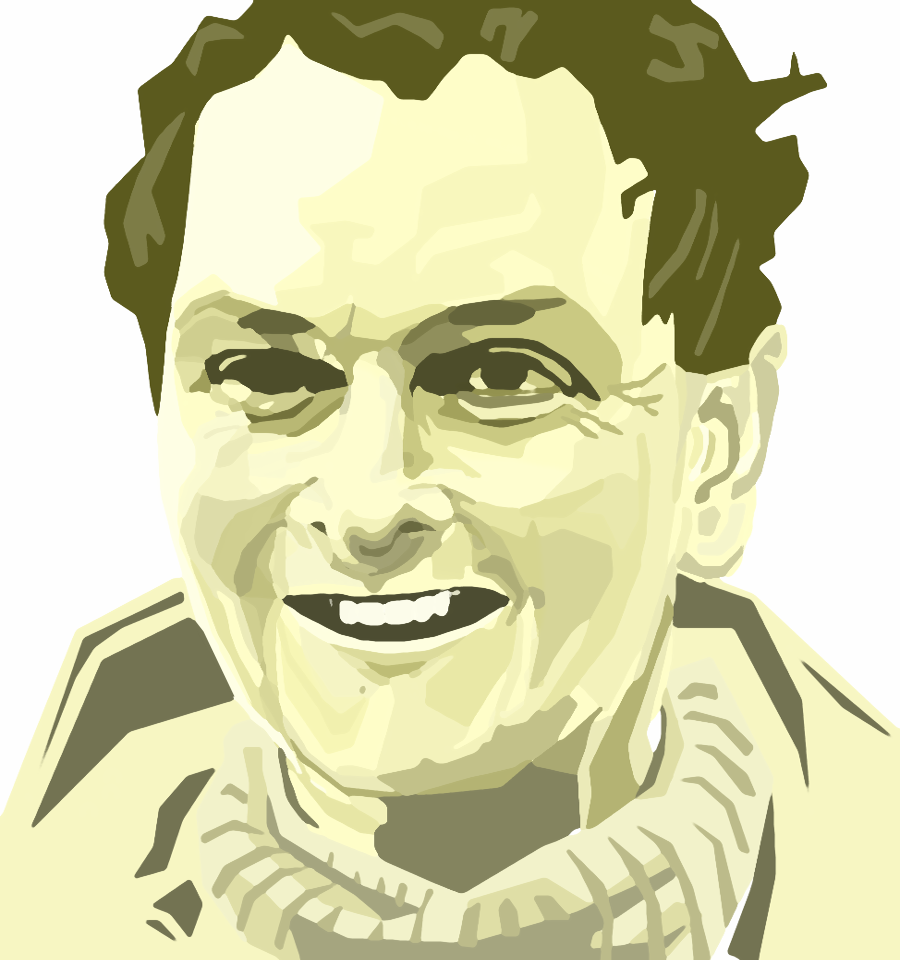
Donald Crowhurst

Donald (Braden Griffiths) Crowhurst (Ghaziabad (India), 1932 - Noord-Atlantische Oceaan, 1969) was een Engelse zakenman en zeiler die omkwam tijdens een chaotische zeilwedstrijd: de 'Sunday Times Golden Globe Race'. Crowhurst nam aan de wedstrijd deel in de hoop zijn noodlijdend elektronica-bedrijf te redden met het prijzengeld. Zijn zeilschip, de Teignmouth Electron, bleek al spoedig niet echt zeewaardig. Vastbesloten om de wedstrijd toch te winnen stapte hij heimelijk uit de race en gaf valse posities en weerberichten door om de wedstrijdleiding te misleiden. In het zicht van de eindstreep verdween hij plots. Zijn schip (en logboek) werd later teruggevonden. Hieruit is gebleken dat zijn eenzame bestaan op zijn stukgaande boot van lieverlee in waanzin was ontaard en dat hij zich had verzoend met een zelf gekozen levenseinde in zijn strijd tegen de oceaan.

## Jeugd en 'Navicator'
Crowhurst kwam in 1932 in Ghaziabad (Brits-Indië) ter wereld. Zijn moeder was een onderwijzeres en zijn vader werkte voor de spoorwegen. Na de onafhankelijkheid van India keerde de familie terug naar Engeland. Zijn vader stierf in 1948. Door de slechte financiële situatie van het gezin werd Donald gedwongen om de school te verlaten om te gaan werken. Hij heeft daarna enige tijd in het leger gediend alvorens een eigen bedrijfje op te zetten: 'Electron Utilisation Ltd'.
Crowhurst was een recreatieve zeiler en bouwde een eenvoudige radio-installatie om de positie te bepalen: de 'Navicator'. Dit toestel maakte gebruik van leger- en luchtvaartbakens om een globale plaatsbepaling mogelijk te maken. Hij had aanvankelijk succes met zijn toestel, maar zijn onderneming raakte toch in het slop. Om bekendheid te verwerven besloot hij dan maar aan de wedstrijd deel te nemen en zo investeerders voor zijn zaak te vinden. Hij hypothekeerde echter zijn woning en zaak om zijn deelname te bekostigen. Dat bleek achteraf het begin van zijn ondergang.

## Sunday Times Golden Globe Race
Hij was een van de deelnemers aan de Golden Globe Race (Singlehanded Around the World 1968-69). Zijn schip werd later verlaten teruggevonden. Uit de dagboeknotities bleek later dat hij gek geworden was en waarschijnlijk van boord gesprongen was.

## Wedstrijd

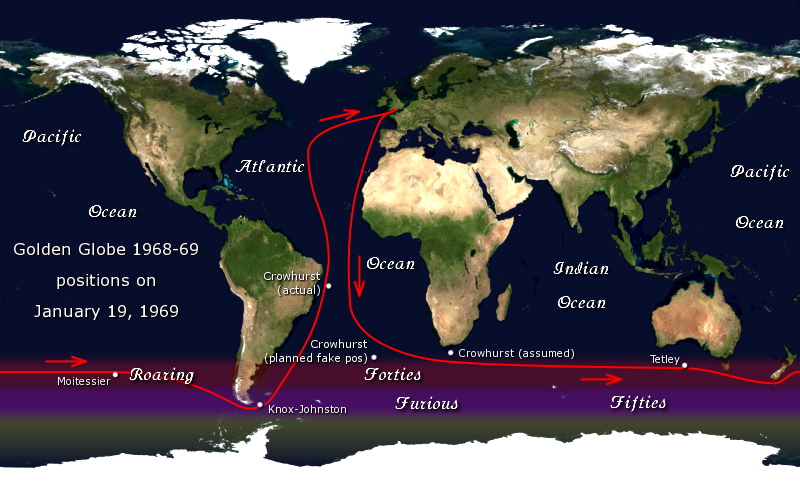
De posities bij benadering van de wedstrijddeelnemers op 19 januari 1969, alsook Crowhurst beweerde, aangenomen en eigenlijke posities

Donald Crowhurst zat in constante geldnood. Zijn elektronicabedrijfje balanceerde op de rand van het faillissement. Een laatste reddingsboei zou het prijzengeld zijn dat hij in de wacht dacht te kunnen slepen door het winnen van de 'Golden Globe'. Hij vertrekt op de laatst toegestane dag met een onvolledig uitgeruste trimaran. Na een moeizame oversteek van Engeland naar de Azoren besluit hij om de wedstrijd stiekem te verlaten. Gedurende de maanden die zouden volgen houdt hij een vals logboek bij en geeft valse coördinaten van zijn positie door. Hij had een plan om de wedstrijd alsnog te winnen zonder de wereld werkelijk te omzeilen.

## Waanzin en zelfmoord
Tijdens de vele maanden van eenzaamheid kreeg Crowhurst af te rekenen met geestelijke problemen. Het idee dat zijn onderneming niet het verwachte succes zou hebben deed hem beslissen om de reis te vervalsen. Hij hield daarom twee dagboeken bij: één met de werkelijke koers, rijk voorzien van persoonlijke nota's en één met de gefingeerde koers, bedoeld voor de wedstrijdleiding.
Gedurende acht maanden verliet hij de Atlantische Oceaan nooit, terwijl hij officieel had doorgegeven dat hij de kapen had gerond. Tijdens het dobberend verblijf werd hij langzaam krankzinnig. Dat kon achteraf afgeleid worden uit zijn notities. De aantekeningen werden steeds warriger en onsamenhangender.
Eind mei lieten de organisatoren hem plots weten dat hij vooraan stond in de race. Donald had alleen gehoopt de reis uit te zeilen, zij het door het opgeven van een valse route. Hij had niet het idee dat hij de race zou kunnen winnen. Ongetwijfeld zou men achter het bedrog komen als de logboeken werden gecontroleerd. Op 29 juni 1969 schreef hij voor het laatst: "It is finished, it is the mercy". In het zicht van de eindstreep verbrak hij radiocontact en verdween.

## DeTeignmouth Electronen de Cayman Bracs
De Teignmouth Electron werd op 10 juli door het koopvaardijschip RMS Picardy verlaten teruggevonden in het noordelijk deel van de Atlantische Oceaan. Drie van de vier logboeken waren nog aan boord. Omdat er geen schade was aan het schip, geen sporen van een grote golf, werd verondersteld dat hij overboord is gesprongen. De RMS Picardy takelde het schip en vervolgde zijn koers naar de Caraïben. Daar werd het op de Cayman Bracs afgezet.
Op de Cayman Bracs werd het schip een paar jaar gebruikt door een duikorganisator. Daarna werd het aan land gesleept en lag jarenlang te verkommeren. In 1994 vond Tacita Dean het schip terug. Hoewel het van buiten ongeschonden leek, was het structureel zwaar beschadigd. Een groep enthousiastelingen heeft nog actie ondernomen om het te restaureren, maar een tropische storm vernielde het een paar jaar later volledig.
De Teignhmouth Electron had een lengte van 12 m (41 voet). Het was een trimaran ontworpen door Arthur Piver. Revolutionair (snel) voor die tijd, maar met een aantal kinderziektes. Op het moment dat Crowhurst zee koos was het schip niet gereed. Hij was van plan om het schip tijdens de reis verder af te bouwen. In de chaos bij de start werd echter een aantal onderdelen niet ingeladen.

## Film en literatuur
Het verhaal van Crowhurst werd in 1970 te boek gesteld door Nicholas Tomalin en Ron Hall (The Strange Last Voyage of Donald Crowhurst). In 2006 maakten Louise Osmond en Jerry Rothwell de documentaire Deep Water over zijn tragische lot. Het verhaal speelt ten slotte ook een dragende rol in De afschuwelijke eenzaamheid van Maxwell Sim, een roman van Jonathan Coe uit 2010.
Begin 2015 verscheen het bericht dat regisseur James Marsh een biografische film zal gaan maken over Donald Crowhurst. De film zal gebaseerd worden op een verhaal van Scott Z. Burns, scriptschrijver van o.a. The Bourne Ultimatum. De film verscheen in 2018 onder de naam The Mercy.